# Новое время (фильм)
«Новое время» (англ. The New Age, также иногда «Новый век») — фильм, снятый Майклом Толкином в 1994 году по его собственному сценарию.

## Сюжет
Сюжет фильма повествует о кризисе в семье главных героев — Питера и Катерины Винтер (Питер Уэллер и Джуди Дэвис). Лишившись работы, они пытаются найти новый способ заработать деньги и одновременно наладить свои отношения. Сначала они пытаются вместе начать новый бизнес, но их попытка проваливается. За помощью они пытаются обратиться к различным «гуру» нового времени.

## В ролях
- Питер Уэллер — Питер Винтерr
- Джуди Дэвис — Катерина Винтер
- Патрик Бошо — Джин Леви
- Пола Маршалл — Элисон Гейл
- Брюс Рэмси — Миша
- Таня Похикотте — Беттина
- Патриция Хитон — Анна
- Джон Диль — Лиле
- Морин Мюллер — Лаура
- Сэмюэл Л. Джексон — Дейл Дево
- Одра Лайндли — Санди Рего

## Награды
- Джуди Дэвис за этот фильм и за снятый в том же году фильм «Осторожно, заложник!» получила «Chlotrudis Award» как лучшая актриса 1995 года.